# الحشاشدة (البريكيين)
الحشاشدة هي إحدى مشيخات المملكة المغربية، تتبع جغرافيا لإقليم الرحامنة وإداريًا لالبريكيين. يقدر عدد سكانها بـ 12258 نسمة حسب الإحصاء الرسمي للسكان والسكنى لسنة 2004.